# Zapasy na Igrzyskach Azji Południowo-Wschodniej 2021
Turniej zapasów na Igrzyskach Azji Południowo-Wschodniej w 2021 rozegrano w stolicy Wietnamu Hanoi, w dniach 17 – 19 maja 2022 roku, na terenie Gia Lam District Sports Hall.

## Tabela medalowa
Gospodarz zawodów został zaznaczony kolorem.
| Poz. | Państwo   |    |    |    | Łącznie |
| ---- | --------- | -- | -- | -- | ------- |
| 1    | Wietnam   | 17 | 1  | 0  | 18      |
| 2    | Kambodża  | 1  | 1  | 4  | 6       |
| 3    | Filipiny  | 0  | 7  | 5  | 12      |
| 4    | Tajlandia | 0  | 5  | 5  | 10      |
| 5    | Indonezja | 0  | 3  | 0  | 3       |
| 6    | Singapur  | 0  | 1  | 1  | 2       |
| 7    | Laos      | 0  | 0  | 2  | 2       |
|      | Łącznie   | 18 | 18 | 17 | 53      |

## Wyniki mężczyzn

### W stylu klasycznym
| Waga   | Złoto:           | Srebro:             | Brąz:                 |
| 60 kg  | Bùi Tiến Hải     | Kritsada Kongrichai | Margarito Angana jr.  |
| 67 kg  | Mạnh Hùng Bùi    | Muhammas Aliyansya  | Noel Norada           |
| 77 kg  | Nguyễn Bá Sơn    | Andika Sulaeman     | Wisit Thamwirat       |
| 87 kg  | Nghiêm Đình Hiếu | Jefferson Manatad   | Chiranuwat Chamnanjan |
| 97 kg  | Nguyễn Minh Hiếu | Anucha Yospanya     | Jason Balabal         |
| 130 kg | Hà Văn Hiếu      | Nanthawat Panphuek  | Timothy Loh           |

### W stylu wolnym
| Waga   | Złoto:             | Srebro:             | Brąz:               |
| 57 kg  | Khắc Huy Phùng     | Alvin Lobreguito    | Soeun Sophors       |
| 65 kg  | Nguyễn Xuân Định   | Jhonny Morte        | Siripong Jampakam   |
| 74 kg  | Cấn Tất Dự         | Ronil Tubog         | Parinya Chamnanjan  |
| 86 kg  | Trần Văn Trường Vũ | Weng Luen Gary Chow | Vuthy Heng          |
| 97 kg  | Hoàng Văn Nam      | Sari Mo             | Jason Balabal       |
| 125 kg | Bali Sou           | Ngô Văn Lâm         | Phonexay Phachanxay |

### W stylu wolnym kobiet
| Waga  | Złoto:              | Srebro:                 | Brąz:            |
| 50 kg | Nguyễn Thị Xuân     | Jiah Pingot             | Samnang Dit      |
| 53 kg | Kiều Thị Ly         | Nattakarn Kaewkhuanchum | Grace Loberanes  |
| 57 kg | Nguyên Thi Mỹ Trạng | Minalyn Foy-os          | Sripada Tho-Kaew |
| 62 kg | Nguyễn Thị Mỹ Hạnh  | Kharisma Herlina        | Kanha Chea       |
| 68 kg | Lại Diệu Thương     | Salinee Srisombat       | ----             |
| 76 kg | Đặng Thị Linh       | Noemi Tener             | Latxomphou Oday  |